# Portrait d'Endres Dürer
Le Portrait d'Endres Dürer est un dessin réalisé par Albrecht Dürer et actuellement conservé à l'Albertina de Vienne. L'œuvre porte le monogramme de Dürer et la date de 1514.
Le personnage représenté en profil perdu est l'un des deux frères cadets du peintre, qui a utilisé la technique de la pointe d'argent sur papier.
L'Albertina abrite deux portraits d'Endres Dürer par son frère, sous les numéros d'inventaire 3137 et 3138. Le second dessin, également daté de 1514 et exécuté à la pointe d'argent, montre le visage en trois-quarts face.

## Biographie d'Endres Dürer
Endres Dürer, ou Andreas Thürer, né le 25 avril 1484 à Nuremberg et mort le 21 avril 1555 dans la même ville, est un orfèvre allemand. Né de l'orfèvre Albrecht Dürer l'Ancien (v. 1427-1502) et de son épouse Barbara (1452-1514), il est l'un des trois fils survivants parmi les dix-huit enfants du couple, avec ses frères le peintre Albrecht Dürer (1471-1528) et le graveur Hans Dürer (1490-1538).
Il commence son apprentissage d'orfèvre en 1497, sans doute sous la direction de son père, dont il reprend à l'atelier à Nuremberg après la mort de celui-ci, en 1502. En 1514, il reçoit la dignité de maître orfèvre et, à ce titre, est inscrit dans le registre de la ville. Il séjourne à Cracovie en 1532, peut-être avec son frère Hans. Il se marie avec une veuve, Ursula Himhofer, dont il adopte les deux filles, Anna et Constantia.
Ses œuvres n'ont pu être identifiées jusqu'à présent. Diverses pièces d'orfèvrerie lui ont été attribuées, mais sans certitude.